# Маспрэтт, Джеймс Шеридан

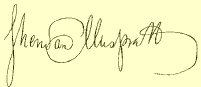
Подпись учёного

Джеймс Шеридан Маспрэтт (англ. James Sheridan Muspratt; 8 марта 1821, Дублин — 3 февраля 1871, Ливерпуль) — англо-ирландский химик. Сын Джеймса Маспрэтта.

## Биография
Родился в Дублине, когда ему был один год, семья переехала в Ливерпуль. Его отец был в период между 1825 и 1850 годами одним из крупнейших промышленных производителей химикатов в Великобритании.
Джеймс Шеридан учился в частных школах города Бутл в Мерсисайде, затем вместе с репетиторами отправился на европейский континент. Вернувшись в Англию, в 1836 году изучал химию у Томаса Грэма в Anderson University в Глазго, затем вместе с учителем переехал и обучался в Университетском колледже Лондона. Позже обучался в Гиссене под руководством Либиха.
Основной труд Маспрэтта — справочник «Теоретическая, практическая и аналитическая химия в приложении к ремёслам и производству» (англ. Chemistry, Theoretical, Practical and Analytical as applied and relating to the Arts and Manufactures; 1854—1860), получивший широкое признание и переведённый на русский и немецкий языки.
Был женат на актрисе Сузан Кушман.

## Семья
Маспратт проявлял интерес к театру и помог организовать визит в Ливерпуль любительской труппы Чарльза Диккенса в 1847 году. Среди актёров была американская актриса Сьюзен Уэбб Кушман. Маспратт женился на Сьюзен в 1848 году, и у них было три дочери. Сьюзен умерла в 1859 году, и в следующем году Маспратт снова женился на Энн Нил из Рейнхилла. У них не было детей, и Маспратт умер в своем доме в Западном Дерби, Ливерпуль, в 1871 году.